# Équipe de Guadeloupe féminine de football
Cet article traite de l'équipe féminine. Pour l'équipe masculine, voir Équipe de Guadeloupe de football.
Maillots
L'équipe de Guadeloupe féminine est la sélection des meilleures joueuses guadeloupéennes sous l'égide de la Ligue guadeloupéenne de football. Non affiliée à la FIFA, elle ne peut pas participer à la Coupe du monde de football féminin. Cependant elle peut participer aux compétitions internationales organisées par la CONCACAF comme le Championnat féminin de la CONCACAF par exemple.
Avec peu d'expérience au niveau international, la sélection féminine n'a pas disputé de match dans la période 2003 - 2008, en effet la sélection a fait son grand retour le 26 avril 2008 pour un match amical contre la Martinique qui s'est soldé par une défaite 0-2, mais cela a fait réfléchir la ligue qui est en train de promouvoir le football féminin en Guadeloupe et penserait à faire disputer plus de matches à la sélection féminine contre des sélections féminines de la Caraïbe, ce qui sera le cas les 28 et 30 décembre 2009 contre Antigua-et-Barbuda.

## Palmarès

### Parcours enChampionnat féminin de la CONCACAF
- de 1991 à 2010 : Non inscrite
- 2014 : Non qualifiée[1]
- 2018 : Non qualifiée